# Mật độ dòng nhiệt
Mật độ dòng nhiệt (ký hiệu {\displaystyle {q}}, hoặc {\displaystyle {\dot {q}}}), là một đại lượng vật lý dùng để mô tả định lượng quá trình trao đổi nhiệt.
Mật độ dòng nhiệt được định nghĩa bởi sự thay đổi theo thời gian của nhiệt năng {\displaystyle Q} được truyền qua một bề mặt đẳng nhiệt. Vì vậy người ta có thể dùng dòng nhiệt {\displaystyle {\dot {Q}}} trên diện tích {\displaystyle A} để tính mật độ dòng nhiệt.
{\displaystyle {q}={\frac {Q}{A\Delta t}}={\frac {\dot {Q}}{A}}}
Mật độ dòng nhiệt mô tả nhiệt lượng được truyền qua bề mặt trên một đơn vị thời gian, cũng như công suất nhiệt trên đơn vị diện tích. Đơn vị của mật độ dòng nhiệt là W/m2 (Watt trên mét vuông).
Mật độ dòng nhiệt thường được sử dụng như một véc tơ. Hướng của véc tơ là hướng của dòng nhiệt. Vì vậy có thể có trường hợp dòng nhiệt không đi qua vuông góc với bề mặt tiếp xúc.